# Georges Leygues (tàu tuần dương Pháp)
Georges Leygues là một tàu tuần dương hạng nhẹ của Hải quân Pháp thuộc lớp La Galissonnière bao gồm sáu chiếc được chế tạo trước Chiến tranh Thế giới thứ hai. Tên của nó được đặt theo Georges Leygues, nhà hoạt động chính trị nổi bật vào Thế kỷ 19 và Thế kỷ 20. Trong chiến tranh, nó gia nhập lực lượng Pháp Tự do sau khi Đồng Minh đổ bộ lên Bắc Phi vào tháng 11 năm 1942 và đã tham gia cuộc Đổ bộ Normandy vào năm 1944. Sau chiến tranh, nó tham gia nhiều hoạt động ngoài khơi Đông Dương cũng như đảm trách vai trò soái hạm của Hải đội Địa Trung Hải Pháp. Georges Leygues được cho ngừng hoạt động vào năm 1957 và bị tháo dỡ vào năm 1959.

## Thiết kế và chế tạo
Thiết kế của lớp La Galissonnière hình thành dựa trên sự cạnh tranh chạy đua vũ trang giữa Pháp và Ý, đối thủ tiềm năng chủ yếu của họ tại Địa Trung Hải. Với trọng lượng choán nước vào khoảng 7.000-9.000 tấn, dàn pháo chính bao gồm chín khẩu pháo 152 mm (6,0 in)/55 calibre bố trí trên ba tháp pháo ba nòng, vỏ giáp khá tốt và tốc độ tối đa lên đến 31–32 kn (57–59 km/h), lớp La Galissonnière tương đương hay vượt trội hơn ở nhiều khía cạnh so với các thế hệ của lớp tàu tuần dương Condottieri của Hải quân Ý, nhưng chỉ ngang bằng hay kém hơn so với các tàu tuần dương hạng nhẹ của Anh hay Đức đương thời.
Georges Leygues được đặt lườn tại xưởng tàu của hãng At.&Ch de St. Nazaire-Penhoet ở thành phố St. Nazaire vào ngày 21 tháng 9 năm 1933. Nó được hạ thủy vào ngày 24 tháng 3 năm 1936 và đưa ra hoạt động cùng Hải quân Pháp vào ngày 15 tháng 11 năm 1937.

## Lịch sử hoạt động
Sau khi Chiến tranh Thế giới thứ hai nổ ra, Georges Leygues được phân về Lực lượng Bắn phá, một hải đội tàu chiến nhanh dưới quyền Đô đốc Marcel-Bruno Gensoul, vốn còn bao gồm các thiết giáp hạm nhanh Dunkerque và Strasbourg, các tàu tuần dương hạng nặng và tàu khu trục lớn, đặt căn cứ tại Brest. Hải đội này tuần tra đảm bảo an toàn cho các đoàn tàu vận tải vượt Đại Tây Dương, và đã truy tìm nhưng không thành công các tàu cướp tàu buôn Đức. Tuy nhiên, sự kiện duy nhất xảy ra lại là tai nạn bắn nhầm vào tàu ngầm Pháp Casabianca. Để ngăn ngừa trước mối đe dọa từ phía Ý, Georges Leygues cùng các tàu chiến khác được chuyển căn cứ đến Mers-el-Kebir (ngày nay là Oran) vào ngày 24 tháng 4 năm 1940.
Sau khi một phần lực lượng Pháp bị tiêu diệt tại Mers-el-Kebir, các hải đội tuần dương 3 và 4, trong đó có Georges Leygues, được lệnh đi đến Toulon. Ngày 9 tháng 9 năm 1940, dưới quyền kiểm soát của Chính phủ Vichy, nó rời Toulon cùng các tàu chị em Gloire và Montcalm, băng ngang qua Gibraltar dưới quyền kiểm soát của Anh mà không bị truy đuổi. Vì việc này, Tư lệnh lực lượng Anh tại Gibraltar, Đô đốc Sir Dudley North, đã bị cách chức. Hải đội được tiếp nhiên liệu tại Casablanca và tiếp tục hướng đến Dakar, đến nơi vào ngày 14 tháng 9.
Ba chiếc tàu tuần dương rời Dakar vào ngày 18 tháng 9, dự định đi về phía Nam đến Libreville nhằm đối đầu với Lực lượng Pháp Tự do vốn đã chiếm quyền kiểm soát các lãnh thổ Châu Phi Xích đạo thuộc Pháp ngoại trừ Gabon. Vì chiếc tàu chở dầu Tarn, có tàu tuần dương Primauguet hộ tống, bị các tàu chiến Anh chặn lại tại Bight of Benin và bị buộc hướng đến Casablanca, việc tiếp dầu cho các con tàu không thể tiến hành tại Libreville, và hải đội tuần dương Pháp buộc phải quay trở lại Dakar. Bị chậm lại do gặp trục trặc cơ khí, Gloire bị lực lượng Anh, trong đó có HMAS Australia, ngăn chặn và bị buộc quay trở lại Casablanca, trong khi Georges Leygues và Montcalm thoát đi hết tốc độ và đến được Dakar, nơi nó giúp vào việc phòng thủ cảng này chống lại Chiến dịch Menace từ ngày 23 đến ngày 25 tháng 9 năm 1940. Georges Leygues đã bắn trúng Australia hai lần và lẩn tránh được các cuộc tấn công bằng ngư lôi phóng từ máy bay của Không lực Hải quân Anh.
Ngoài một chuyến đi vận chuyển đến Casablanca vào tháng 8 năm 1941, trong hai năm tiếp theo sau, Georges Leygues hầu như không hoạt động cho đến khi phe Đồng Minh đổ bộ lên Bắc Phi vào tháng 11 năm 1942 (Chiến dịch Torch) và việc Đức xâm chiếm vùng tự do của Pháp, nó cùng với các tàu chiến Pháp khác gia nhập phe Đồng Minh. Đầu năm 1943, nó bắt đầu tiến hành các cuộc tuần tra truy đuổi các tàu vượt phong tỏa, đặt căn cứ tại Dakar, và vào ngày 13 tháng 4 đã đánh chặn chiếc tàu vượt phong tỏa Đức Portland, vốn bị thủy thủ đoàn của nó tự đánh đắm. Georges Leygues được gửi sang Philadelphia để đại tu từ tháng 7 đến tháng 10 năm 1943. Các thiết bị phóng máy bay của nó được tháo dỡ, và được bổ sung vũ khí phòng không mới bắn nhanh tầm ngắn. Sau khi hoàn tất, nó quay trở lại Dakar tiếp nối các cuộc tuần tra.
Sau đó nó hỗ trợ cho cuộc đổ bộ Normandy vào tháng 6 năm 1944, và tham gia đổ bộ lên miền Nam nước Pháp vào tháng 8. Georges Leygues khải hoàn quay trở về Toulon vào ngày 13 tháng 9 năm 1944, treo lá cờ hiệu của Tổng tư lệnh Hải quân, Phó đô đốc André Lemonnier, vị chỉ huy của nó khi con tàu rời Toulon và chiến đấu tại Dakar vào năm 1940. Hoạt động sau cùng của nó trong chiến tranh là ở bắn phá bờ biển dọc theo bờ phía Tây Riviera chung quanh Genoa thuộc Ý cho đến tháng 3 năm 1945.
Sau chiến tranh, nó trải qua một đợt đại tu tại Casablanca từ tháng 5 năm 1945 cho đến cuối tháng 1 năm 1946. Vào năm 1954, cùng với tàu chị em Montcalm, nó được sử dụng để bắn pháo hỗ trợ trong cuộc Chiến tranh Đông dương. Georges Leygues trong một thời gian là soái hạm của Hải đội Địa Trung Hải Pháp; nó cũng phục vụ như là soái hạm của Lực lượng Can thiệp cho các chiến dịch ngoài khơi Ai Cập trong vụ Khủng hoảng kênh đào Suez, tiến hành bắn phá Rafah vào ngày 1 tháng 11 năm 1956 và hỗ trợ cho cuộc đổ bộ lên Port-Saïd.
Georges Leygues được cho ngừng hoạt động vào ngày 1 tháng 5 năm 1957 và bị bán để tháo dỡ vào tháng 11 năm 1959.